# Milan Timko
Milan Timko (Prešov, 28 november 1972) is een voormalig profvoetballer uit Slowakije. Hij speelde profvoetbal als verdediger in Slowakije, Turkije, Denemarken en Oostenrijk gedurende zijn carrière.

## Interlandcarrière
Timko kwam in totaal dertig keer (één doelpunt) uit voor het Slowaaks voetbalelftal in de periode 1994-2002. Hij maakte zijn debuut op 6 augustus 1997 in de vriendschappelijke wedstrijd tegen Zwitserland (1-0). Zijn enige interlandtreffer maakte hij op 29 april 1997 in de vriendschappelijke wedstrijd tegen IJsland, dat met 3-1 werd gewonnen. Július Šimon nam in datzelfde duel in Trnava twee doelpunten voor zijn rekening, beide gescoord vanaf de strafschopstip.

## Erelijst
Slovan Bratislava
- Slowaaks landskampioen

1999
- Slowaaks bekerwinnaar

1999